# Slobozia Conachi
Slobozia Conachi is een Roemeense gemeente in het district Galați.
Slobozia Conachi telt 3935 inwoners.